# High Stakes & Dangerous Men
High Stakes & Dangerous Men è un album studio del gruppo musicale britannico UFO, pubblicato nel 1992 dalla Chrysalis Records.

## Tracce
Testi e musiche di Archer, Mogg e Way, tranne dove indicato.
1. Borderline – 5:17
2. Primed for Time – 3:22
3. She's the One – 3:44
4. Ain't Life Sweet – 3:42 (Archer, Edwards, Mogg, Way)
5. Don't Want to Lose You – 5:37
6. Burnin' Fire – 4:02
7. Running Up the Highway – 4:39
8. Back Door Man – 5:06
9. One of Those Nights – 4:11
10. Revolution – 4:06
11. Love Deadly Love – 4:53
12. Let the Good Times Roll – 4:12